# لو منیل-لو-روآ
لو منیل-لو-روآ (فرانسوی: Le Mesnil-le-Roi‎؛ ‏تلفظ فرانسوی: [lə menil lə ʁwa] ()) یک کمون در دپارتمان ایولین در ناحیهٔ ایل-دو-فرانس است که حدود ۳٫۵ کیلومتر با سن-ژرمن-آن-له فاصله دارد.
نام «منیل» از واژهٔ لاتین مانسیونیلیس گرفته شد است که به معنای «املاک کوچک» است. نام «لو منیل-لو-روآ» را می‌توان «املاک کوچک پادشاه» (فرانسیس اول) ترجمه کرد. از سوی دیگر، نام منیل-لو-روآ در زمان انقلاب فرانسه، لو منیل کَریر، به معنی «املاک کوچک معدن سنگ» بود.